# 图叙勒诺布勒
图叙勒诺布勒（法語：Toussus-le-Noble，法語發音：[tusy lə nɔbl] ⓘ）是法国伊夫林省的一个市镇，属于凡尔赛区。

## 地理
图叙勒诺布勒（48°44'49"N, 2°6'51"E）面积4.02 平方千米，位于法国法蘭西島大區伊夫林省，该省份为法国北部省份，北起瓦兹河谷省，西接厄尔省，西南接厄尔-卢瓦省，东南接埃松省，东临上塞纳省。
与图叙勒诺布勒接壤的市镇（或旧市镇、城区）包括：比克、沙托福尔、茹伊昂若萨斯、莱洛日昂若萨斯、萨克莱、维利耶勒巴克勒。

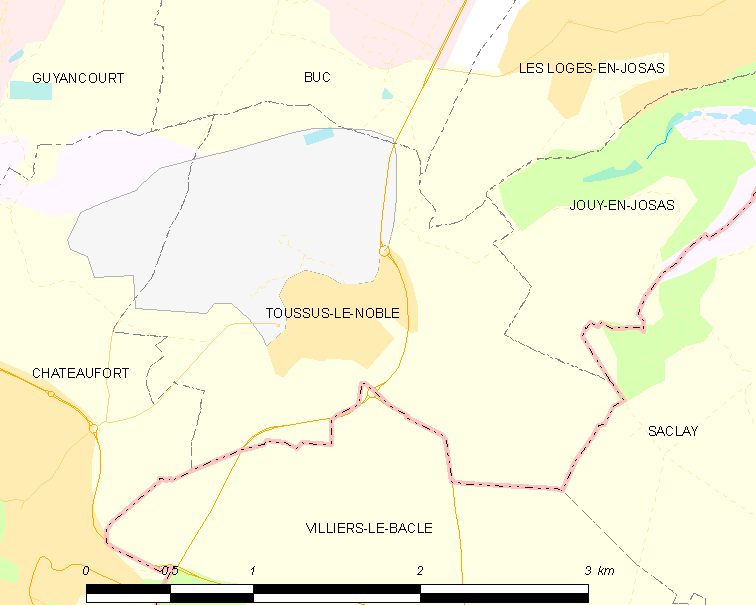
图叙勒诺布勒的OSM定位图

图叙勒诺布勒的时区为UTC+01:00、UTC+02:00（夏令时）。

## 行政
图叙勒诺布勒的邮政编码为78117，INSEE市镇编码为78620。

## 政治
图叙勒诺布勒所属的省级选区为莫尔帕县。

## 人口

1962-2008年间图叙勒诺布勒人口变化图示

图叙勒诺布勒于2022年1月1日时的人口数量为1176人。